# Demonax lineolatus
Demonax lineolatus es una especie de insecto coleóptero de la familia Cerambycidae. Estos longicornios son endémicos de Java (Indonesia).Mide aproximadamente 9 mm.